# Bella Waldritter
Bella Waldritter, geborene Crescentia Arabella Ritter, später Bella Peters, (* 1. November 1886 in München; † 25. August 1974 in Ost-Berlin) war eine deutsche Schauspielerin und Operettensängerin.

## Leben
Bella Waldritter besuchte die Theaterschule König in München. Sie war Schauspielerin und Sängerin (Sopran) und übernahm häufig das Rollenfach der Soubrette. Ihre Theaterlaufbahn begann sie Anfang des 20. Jahrhunderts bei einer bayerischen Wanderbühne. In der Theatersaison 1904/05 war sie Mitglied des Tourneetheaters „Rudolphi-Ensemble“. In der Spielzeit 1905/06 war sie als „I. Naive“ an den Vereinigten Stadttheatern Pasewalk und Strasburg in der Uckermark engagiert. In der Theatersaison 1906/07 war sie mit einer reisenden Theatergesellschaft in Schleswig-Holstein unterwegs. Im September 1907 heiratete sie in Mülsen (Sachsen) den Schauspieler und Regisseur Bruno Wald, mit dem sie zuvor gemeinsam mit Lütjenburg engagiert war. In der Sommerspielzeit 1912 trat sie am Deutschen Theater in Hannover in dem Schwank Die Welt ohne Männer von Alexander Engel und Julius Horst auf. In der Spielzeit 1912/13 gehörte sie zum Schauspielensemble am Stadttheater Bernburg. In der Spielzeit 1913/14 folgte ein Engagement am Deutschen Stadttheater in Riga, wo sie in Werken von William Shakespeare, Franz Grillparzer sowie in verschiedenen Märchen-Inszenierungen (Schwanenweiß, Der Teufel und Wie Klein-Else das Christkind suchen ging) auftrat. In der Spielzeit 1915/16 war sie am Stadttheater Göttingen engagiert. Anschließend folgte ein Engagement am Tivoli-Operetten-Theater in Bremen.
1918/19 gehörte sie zum Ensemble der „Wiener Operette Barmen“. 1918 war sie mit der „Wiener Operette Barmen“ als Franzi in der Operette Ein Walzertraum auf Tournee. 1919 folgte mit der „Wiener Operette“ eine Tournee mit der Operette Schwarzwaldmädel, in der Waldritter als „I. Soubrette“ verpflichtet war. Im Sommer 1919 gastierte Waldritter am Stadttheater Iserlohn und an der Schauburg Iserlohn in den Operetten Die Rose von Stambul und Die geschiedene Frau. Ihren letzten Auftritt als Ensemblemitglied der „Wiener Operette Barmen“ hatte sie im September 1919 in der Operette Der Soldat der Marie von Leo Ascher. Im Oktober 1919 gastierte sie an der Schauburg Iserlohn als Ganymed in der Operette Die schöne Galathée. Ab der Spielzeit 1919/20 war sie am Stadttheater Lüdenscheid verpflichtet. Ihr Hausdebüt gab sie im November 1919 zur Spielzeiteröffnung mit der Titelrolle in der Operette Schwarzwaldmädel. Anschließend folgte die Franzi in der Operette Ein Walzertraum. Weitere Premierenrollen in der Saison 1919/20 waren in kurzer Folge Stasi in Die Csárdásfürstin, die Titelrolle in der Operette Die tolle Komteß von Walter Kollo und Ganymed in Die schöne Galathee. Im April 1920 sang Waldritter am Stadttheater Lüdenscheid auch die Rolle der Hannerl Tschöll in der Operette Das Dreimäderlhaus unter der musikalischen Leitung des jungen Kurt Weill. Im Mai 1920 setzte das Stadttheater Lüdenscheid einen „Ehrenabend für Bella Waldritter“ an, bei dem sie die Titelrolle in der Operette Das Schwarzwaldmädel sang. Zur Spielzeiteröffnung 1920/21 übernahm sie am Stadttheater Lüdenscheid die Rolle der Franziska in Minna von Barnhelm. Im Oktober 1920 folgte die Rolle der Philippine [sic!] Krüger in Pension Schöller, wo sie ihre „erstaunliche Vielseitigkeit“ zeigen konnte und den anderen Darstellerinnen „an Temperament und Frische“ wieder einmal voraus war. Ende Oktober 1920 übernahm sie als „scheinbar in allen Sätteln sichere Soubrette“ die Rolle der Ilona in einer Neuinszenierung der Operette Zigeunerliebe. Im November 1920 folgten die Titelrollen in Die lustige Witwe von Franz Lehár und in Die Kinokönigin von Jean Gilbert. Im Januar 1921 „feierte sie Triumphe“ in der Premiere der Operette Polnische Wirtschaft von Jean Gilbert.
Ab der Spielzeit 1921/22 war sie für zwei Spielzeiten am Centralhallentheater (Stadttheater) in Mülheim an der Ruhr engagiert. Sie debütierte dort „ganz vorzüglich“ als Hannerl Tschöll in der Operette Das Dreimäderlhaus, „wobei sich ihr glockenreiner Gesang mit einem allerliebsten schelmischen Spiel verband.“ Im Januar 1922 gastierte sie am Stadttheater Lüdenscheid als Hannchen in der Operette Der Vetter aus Dingsda. Im Januar 1922 sang sie am Centralhallentheater Mülheim an der Ruhr die Franzi in einer Inszenierung der Operette Ein Walzertraum und „bot [in dieser Rolle] eine ihrer besten Leistungen.“ Im Februar 1922 gastierte sie „mit einer reizenden, natürlichen Anmut“ und hervorragenden Stimmitteln als Brief-Christel in der Operette Der Vogelhändler am Apollo-Theater in Düsseldorf. Im Februar 1922 gastierte sie außerdem wieder am Stadttheater Lüdenscheid, diesmal als Radomska in der Operette Die Scheidungsreise von Hugo Hirsch. Ab März 1922 sang sie am Stadttheater Mülheim an der Ruhr die Rolle der Annamirl in der Operette Der fidele Bauer. Im März 1922 gastierte sie am Stadttheater Lüdenscheid als Käthie in dem Schauspiel Alt-Heidelberg. Im April 1922 sang sie am Stadttheater Lüdenscheid die Adele in der Operette Die Fledermaus. In der Spielzeit 1922/23 spielte sie am Centralhallentheater in Mülheim an der Ruhr das Rautendelein in Gerhart Hauptmanns Schauspiel Die versunkene Glocke, wo sie in ihrer Rolle zeigen konnte, „daß sie auch in ernsten Werken eine nicht zu unterschätzende Kraft ist.“ Im Januar 1923 übernahm sie am Centralhallentheater in Mülheim an der Ruhr die Rolle der Adele in einer Wiederaufnahme der Operette Die Fledermaus, wo sie „eine einwandfreie Wiedergabe der gesanglichen Partie“ bot und „auch durch ihr schelmisches, übermütiges Spiel wirksam in Erscheinung trat.“ Im Juni 1923 trat sie als Rautendelein im „Rheinischen Naturtheater“ in Königswinter auf.
Im Dezember 1921 verlobte sich Bella Waldritter mit dem Opernsänger, Regisseur und Oberspielleiter Heinz Arno (1882–1946, bürgerlicher Name Alfred Peters), dem Direktor des Stadttheaters Lüdenscheid. Nach ihrer Hochzeit 1922 in Oberhausen trug sie den Familiennamen Peters.
1929 war sie beim „Operettentheater Holtschneider“ in Duisburg engagiert. 1937 sang und spielte sie am Olympia-Theater in Dortmund die Wilhelmine „Wimpel“ Kuhbrot in der Operette Der Vetter aus Dingsda. 1938 trat sie am Rose-Theater in Berlin in Sigmund Graffs Schauspiel Die vier Musketiere und in der Alt-Berliner Biedermeier-Posse Die vier Schlaumeier von Richard Bars und Walter Wilhelm Goetze auf. 1939 spielte sie das „bibelfromme alte Faktotum“ Luise in dem Lustspiel Ein ganzer Kerl von Fritz Peter Buch in einer Tournee-Produktion der „Reichsoldatenbühne II“, Berlin.
Anfang der 1950er-Jahre kam sie unter der Intendanz von Bertolt Brecht an das Berliner Ensemble, dem sie lange Jahre angehörte. Im Mai 1953 wirkte sie dort als Frau Mittelländer in der Uraufführung von Erwin Strittmatters Komödie Katzgraben, in der Angelika Hurwicz, Gerhard Bienert und Erwin Geschonneck ihre Partner waren, mit. In der Spielzeit 1953/54 übernahm sie die Rolle der Petrona in Meister Pfriem oder Kühnheit zahlt sich aus von Martinus Hayneccius in einer Studioaufführung des Berliner Ensembles. In der Spielzeit 1954/55 spielte sie am Berliner Ensemble unter Brechts Regie die Kinderfrau Maro in der deutschen Erstaufführung des Lehrstücks Der kaukasische Kreidekreis. Außerdem übernahm sie in dem mehrteiligen Stück die Rolle der Aniko Vachnadze. In der Spielzeit 1956/57 wirkte sie am Berliner Ensemble in Brechts Theaterstück Furcht und Elend des Dritten Reiches mit. In der Spielzeit 1957/58 war sie am Berliner Ensemble als „Die alte Prostituierte“ in Benno Bessons Brecht-Inszenierung Der gute Mensch von Sezuan zu sehen. Am Berliner Ensemble war sie in der Spielzeit 1957/58 auch als „Alte Frau“ in Mutter Courage und ihre Kinder besetzt. In der Spielzeit 1962/63 wirkte sie in der Brecht-Inszenierung Die Tage der Commune (Regie: Manfred Wekwerth und Joachim Tenschert) als „Frau der Rue Pigalle“ mit. Außerdem spielte sie im Laufe ihrer Karriere im Brecht-Stück Die Mutter.
In der Spielzeit 1954/55 gastierte sie am Metropol-Theater in Berlin in Das Feuerwerk.
Ihr Filmdebüt bei der DEFA gab sie 1951 in einer kleinen Rolle in der Literaturverfilmung Der Untertan unter der Regie von Wolfgang Staudte. In dem Märchenfilm Das Feuerzeug (1959) nach Motiven von Hans Christian Andersen übernahm sie die „skurrile, verschlagene“ Hexe. In der Filmfassung von „Brechts klassischer, weltberühmter Inszenierung“ von Mutter Courage und ihre Kinder (1961) von Manfred Wekwerth und Peter Palitzsch spielte sie an der Seite von Helene Weigel die Rolle einer alten Frau.
Waldritter stand u. a. unter der Regie von Arthur Pohl, Frank Beyer, Martin Hellberg, Siegfried Hartmann, Louis Daquin, Heinz Thiel, Günter Stahnke und Lutz Köhlert vor der Kamera. Sie spielte in Film und Fernsehen häufig prägnante Nebenrollen, insbesondere Nachbarinnen, Großmütter, Kundinnen, unter anderem als Käuferin in Der Kinnhaken (1962) und als alte Frau in Tiefe Furchen (1965). Bei der DEFA und dem DFF wurde sie gerne als „Greisin mit Altersweisheit“ besetzt. Eine ihrer letzten Rollen hatte sie als alte Frau in dem Fernsehmehrteiler Die sieben Affären der Doña Juanita (1973) unter der Regie von Frank Beyer.
1962 wirkte sie an der Seite von Gisela May, Hilmar Thate und Angelica Domröse in einer kleinen Rolle als eine Frau der Rue Pigalle in der Hörspielproduktion von Brechts Theaterstück Die Tage der Commune für das DDR-Schallplattenlabel Litera mit.

## Filmografie
- 1951: Der Untertan
- 1952: Schatten über den Inseln
- 1953: Die Unbesiegbaren
- 1957: Zwei Mütter
- 1957: Wo Du hin gehst…
- 1957: Mutter Courage und ihre Kinder (Theateraufzeichnung, Berliner Ensemble)
- 1957: Katzgraben (Theateraufzeichnung, Berliner Ensemble)
- 1958: Nur eine Frau
- 1958: Die Mutter (Theateraufzeichnung, Berliner Ensemble)
- 1958: Das Feuerzeug
- 1959: Senta auf Abwegen
- 1959: Eine alte Liebe
- 1960: Trübe Wasser
- 1960: Blaulicht: Die Butterhexe (Fernsehreihe)
- 1960: Papas neue Freundin (TV)
- 1961: Mutter Courage und ihre Kinder (Theateraufzeichnung, Berliner Ensemble)
- 1962: Weimarer Pitaval (Fernsehserie, Folge: Der Fall Hellseher Drost)
- 1962: Der Kinnhaken
- 1962/1990: Monolog für einen Taxifahrer (Fernsehfilm)
- 1963: Blaulicht (Fernsehreihe, Folge Kümmelblättchen)
- 1964: Blaulicht (Fernsehreihe, Folge Freizügigkeitsverkehr)
- 1965: Tiefe Furchen
- 1965: Der Frühling braucht Zeit
- 1965: Die Mutter und das Schweigen
- 1966: Pitaval des Kaiserreiches: Der Prozeß gegen die Gräfin Kwilecki (Fernsehreihe)
- 1966: Die Tage der Commune (Theateraufzeichnung, Berliner Ensemble)
- 1966: Der Frühling braucht Zeit
- 1971: Optimistische Tragödie (TV)
- 1973: Die sieben Affären der Doña Juanita (vierteiliger Fernsehfilm)

## Hörspiele
- 1954: Martin Hayneccius: Hans Pfriem – Kühnheit zahlt sich aus (Petrus Frau) – Regie: Käthe Rülicke-Weiler (Hörspiel – Rundfunk der DDR)
- 1961: Reszö Szirmai: Jedermanns Weihnachtsbaum – Regie: Fritz-Ernst Fechner (Hörspiel – Rundfunk der DDR)
- 1971: Bertolt Brecht: Die Tage der Commune (Frau der Rue Pigalle) – Regie: Manfred Wekwerth/Joachim Tenschert (Hörspiel – Litera)